# Водолей (телесериал)
«Водоле́й» — американский драматический сериал с Дэвидом Духовны в главной роли. Премьера состоялась 28 мая 2015 года на телеканале NBC. 25 июня 2015 года сериал был продлён на второй сезон, который стартовал 16 июня 2016 года.
1 октября 2016 года сериал был закрыт после двух сезонов.

## Сюжет
События сериала происходят в 1967 году в Лос-Анджелесе. Голливудский детектив Сэм Ходиак (Дэвид Духовны) и офицер под прикрытием Брайан Шейф (Грей Деймон) расследуют дело о пропавшей девушке-подростке Эмме Карн (Эмма Дюмон), дочери бывшей возлюбленной Ходиака Грейс Карн (Микейла Макманус). Их поиски приводят к Чарльзу Мэнсону (Гетин Энтони). Сериал основан на реальных событиях, хотя некоторые персонажи и сюжетные линии вымышленны.

## В ролях
- Дэвид Духовны — Сэмпсон (Сэм) Ходиак
- Грей Деймон — Брайан Шейф
- Гетин Энтони — Чарльз Мэнсон
- Эмма Дюмон — Эмма Карн
- Клэр Холт — Шармейн Талли
- Микейла Макманус — Грейс Карн
- Брайан Ф. О’Брин — Кен Карн
- Эмбир Чайлдерс — Сьюзан Аткинс
- Чанс Келли[англ.] — Эд Катлер
- Мэдисен Бити — Патрисия Кренуинкел
- Кэмерон Дин Стюарт — Текс Уотсон[англ.]

## Эпизоды
| Сезон | Сезон | Эпизоды | Оригинальная дата показа | Оригинальная дата показа |
| Сезон | Сезон | Эпизоды | Премьера сезона          | Финал сезона             |
| ----- | ----- | ------- | ------------------------ | ------------------------ |
|       | 1     | 13      | 28 мая 2015              | 22 августа 2015          |
|       | 2     | 13      | 16 июня 2016             | 10 сентября 2016         |

## Отзывы критиков
Первый сезон «Водолея» имеет на Metacritic 58 баллов из ста, что основано на 36-ти отзывах критиков.